# Slavko Mihalić
Slavko Mihalić (Karlovac, 16. ožujka 1928. – Zagreb, 5. veljače 2007.) bio je hrvatski pjesnik, novelist, novinar, književni kritičar i akademik.

## Životopis

### Mladost i obrazovanje
Završio je pučku školu, gimnaziju, i maturirao, u Karlovcu. Studirao je na Filozofskom fakultetu u Zagrebu hrvatski jezik i književnost. Piše od 14. godine. Na zagrebačkom Filozofskom fakultetu pokreće književni mjesečnik "Tribina" (1952.).

### Književni rad
Generacijski se svrstava među krugovaše, pjesnike čije su poetike oblikovane u i oko časopisa Krugovi, udaljavajući se od normativnog socijalnog realizma i zagovarajući estetski pluralizam. Mihalićeva je poezija obilježena egzistencijalistčkim svjetonazorom, u njoj se najčešće tretiraju motivi tjeskobe, smrti, straha, praznine. Piše slobodnim stihom, pogotovo u ranijoj fazi odbacuje tradicionalnu kauzalnu strukturu pjesme, gradeći pjesmu na paradoksima, asocijativnim i fokalizacijskim skokovima, sintaktičkim prekidima. U kasnijim fazama stvaralaštva piše i pjesme u prozi, a među motive unosi transcedentnost i rodoljublje.
Radio je kao urednik poezije u izdavačkom poduzeću Lykos. Krajem pedesetih godina sudjelovao je u organiziranju festivala poezije i bio je glavni urednik književnog lista Književna tribina. Kad je list obustavljen, odlazi u Društvo hrvatskih književnika, radi u kulturnom tjedniku Telegramu kao zamjenik urednika, više puta ga biraju za tajnika Društva, gdje pokreće The Bridge, reviju za prevođenje hrvatske književnosti na druge jezike, i zasniva međunarodne Zagrebačke književne razgovore.
Godine 1967. bio je jedan je od sastavljača Deklaracije o nazivu i položaju hrvatskog književnog jezika. Prema Mihalićevim riječima rađeni su pritisci da ne dođe do tiskanja teksta Deklaracije u Telegramu od pripremljenog sloga spremnog za rotaciju, a kasnije proganjanje sviju koji se nisu htjeli odreći dokumenta. »Morao sam otići iz Telegrama, ostao sam bez posla, a onda su 1971. obnovljeni svi napadi«. Svake se godine 16. ožujka pod firmom njegova rođendana slavila zapravo u književničkom Društvu Deklaracija.
U sedamdesetim godinama postaje tajnikom biblioteke Pet stoljeća hrvatske književnosti i prevodi, osobito sa slovenskog, za što prima Župančičevu listinu. Osim sa slovenskog prevodio je i sa makedonskog poeziju Konstantina Miladinova.
Od 1983. je izvanredni, a od 1991. redoviti član Hrvatske akademije znanosti i umjetnosti. Od 1995. dopisni je član Slovenske akademije znanosti in umetnosti. Od 1987. do 2007 bio je glavni i odgovorni urednik književnog mjesečnika Razreda za književnost HAZU Forum, a od 2000. do 2005. predsjednik Društva hrvatskih književnika.
Zbirke pjesama objavljene su mu na više od 20 jezika.

## Djela
- Komorna muzika, Zagreb 1954.
- Put u nepostojanje, Zagreb 1956.
- Početak zaborava, Zagreb 1957.
- Darežljivo progonstvo, Zagreb 1958.
- Godišnja doba, Zagreb 1961.
- Ljubav za stvarnu zemlju, Zagreb 1964.
- Prognana balada, Kruševac 1965.
- Jezero, Beograd 1966.
- Izabrane pjesme, Zagreb 1966.
- Posljednja večera, Zagreb 1969.
- Vrt crnih jabuka, Zagreb 1972.
- Orfejeva oporuka, Zagreb 1974.
- Krčma na uglu, Trst-Koper 1974.
- Petrica Kerempuh, u starim i novim pričama, Zagreb 1975.
- Klopka za uspomene, Zagreb 1977.
- Izabrane pjesme, u: Pet stoljeća hrvatske književnosti, knj. 164, Zagreb 1980.
- Pohvala praznom džepu, Zagreb 1981.
- Atlantida, Beograd 1982.
- Tihe lomače, Zagreb 1985.
- Iskorak, Zagreb 1987.
- Izabrane pjesme, Zagreb 1988.
- Mozartova čarobna kočija, Zagreb 1990.
- Ispitivanje tišine, Zagreb 1990.
- Zavodnička šuma, Zagreb 1992.
- Baršunasta žena, Zagreb 1993.
- Karlovački diptih, Karlovac 1995.
- Približavanje oluje, Zagreb 1996.
- Pandorina kutija, Zagreb 1997.
- Sabrane pjesme, Zagreb 1998.
- Akordeon, Zagreb 2000.
- Močvara, Zagreb 2004.
- Posljednja večera, Vinkovci 2005.[8]

Neka njegova djela je u antologiji Żywe źródła iz 1996. s hrvatskog na poljski prevela poljska književnica i prevoditeljica Łucja Danielewska.

## Književne nagrade i priznanja
- 1957.: Nagrada Društva književnika Hrvatske, za knjigu pjesama Put u nepostojanje
- 1962.: Nagrada grada Zagreba, za knjigu pjesama Godišnja doba
- 1967.: Nagrada Matice hrvatske, za knjigu Izabrane pjesme
- 1970.: Nagrada grada Zagreba, za knjigu pjesama Posljednja večera
- 1976.: Nagrada “Ivana Brlić Mažuranić”, za knjigu pripovijesti Petrica Kerempuh
- 1982.: Nagrada “Tin Ujević”, za knjigu pjesama Pohvala praznom džepu
- 1985.: Zmajeva nagrada, za knjigu pjesama Tihe lomače
- 1986.: Nagrada Fonda Miroslav Krleža, za najbolje pjesničko djelo u razdoblju 1984. – 1987., za knjigu pjesama Tihe lomače
- 1990.: Goranov vijenac, za zbirku pjesama Ispitivanje tišine
- 1992.: Godišnja nagrada Vladimir Nazor, za knjigu pjesmama u prozi Zavodnička šuma
- 1996.: Nagrada Vladimir Nazor, za životno djelo
- 1997.: Povelja Visoka žuta žita, za trajni doprinos hrvatskoj književnosti
- 1998.: Nagrada Ivan Goran Kovačić, za knjigu pjesama Pandorina kutija
- 1999.: Plaketa Dobrojutro, more, za trajni doprinos hrvatskoj književnosti
- 2000.: Nagrada Maslinov vijenac
- 2000.: Nagrada Vilenica Društva slovenskih pisateljev
- 2002.: Nagrada Zlaten venec na Struškim večerima poezije, Struga, Makedonija

## Spomen
- Spomen soba Stjepana i Slavka Mihalića, otvorena je 2007. godine u sastavu zavičajnog odjela karlovačke Gradske knjižnice Ivan Goran Kovačić, a sadrži književnu ostavštinu i osobne predmete dvojice književnika.[9]
- Mural Slavka Mihalića u Karlovcu, izradili su ga Leonard Lesić i Dalibor Juras 2020. godine[10]

## Vanjske poveznice
- Akademik Slavko Mihalić, književnik, HAZU
- Slavko Mihalić, S kraja na kraj dlana, Vergl, 2009., ISBN 9789537725006
- Mihalić, Slavko, Hrvatska enciklopedija
- Ivan Bošković, Klasik hrvatske pjesničke riječi  Arhivirana inačica izvorne stranice od 1. siječnja 2022. (Wayback Machine), Kolo 4/2018.
- Orsolya Kálecz-Simon, Egzistencijalistički nadahnuta lirika u Hrvatskoj, Sloveniji i Mađarskoj  Arhivirana inačica izvorne stranice od 20. svibnja 2021. (Wayback Machine), Slavia Centralis 2/2011.